# Federação Paraibana de Futebol
A Federação Paraibana de Futebol (conhecida também pelo acrônimo FPF) é a entidade máxima do futebol no estado da Paraíba, responsável por representar os clubes paraibanos e seus interesses junto à Confederação Brasileira de Futebol (CBF), além de organizar e realizar anualmente o Campeonato Paraibano de Futebol em suas três divisões, bem como a versão feminina do mesmo campeonato e as edições masculinas sub-15, sub-17 e sub-20, voltado para atletas com limites de idade.
Foi fundada em 5 de março de 1914 como Liga Parahybana de Foot Ball, posteriormente extinta e recriada como outras entidades até assumir a personalidade jurídica e atual denominação em 24 de abril de 1947. A Federação Paraibana representa um marco na busca pela profissionalização do esporte no estado, proporcionando uma organização centralizada para a filiação dos clubes, com a ampliação do número de filiados, a administração dos campeonatos e o aumento da competitividade do Campeonato Paraibano, trabalhando também em busca de melhoria para a infraestrutura dos estádios e fomentar a formação de novos talentos, elevando o nível técnico das competições.
Sua sede está localizada em João Pessoa, e trata-se de uma das cinco federações estaduais mais antigas do futebol do Brasil, possuindo mais de um século de atuação, tendo nesse período, enfrentado diversos desafios, incluindo crises financeiras e disputas políticas internas, mas conseguindo manter sua relevância e importância para o futebol da Paraíba, visando modernizar a gestão e adotando práticas mais transparentes e eficientes. Nos últimos anos, a FPF também tem investido no futebol feminino e nas categorias de base, reconhecendo a importância de desenvolver o esporte em todas as suas vertentes, sendo uma entidade fundamental para a organização e promoção do futebol na Paraíba.

## História
O ano de 1908 marca a chegada do futebol na Paraíba por meio do estudante paraibano José Eugênio Soares, que vindo do Rio de Janeiro, com alguns amigos cariocas, trouxe uma bola de futebol, fundaram o Club de Foot Ball Parahyba e em 15 de janeiro de 1908 realizaram a primeira partida de futebol no estado, num campinho improvisado no Sítio do Coronel Manoel Deodato, atual Praça da Independência, entre integrantes do recém formado clube, os quais se dividiram entre "Equipe Norte" e "Equipe Sul", nesse mesmo ano, um campeonato foi organizado entre as diversas equipes da capital. É provável ainda que anterior a 1908 já houvesse na cidade da Paraíba (atual João Pessoa) a prática do futebol, uma vez que a presença de funcionários da ferrovia Great Western of Brazil Railway leva a crer que cidadãos ingleses e pessoas ligadas às famílias mais abastadas da localidade já praticavam o esporte como forma de entretenimento.
O crescimento do futebol já era notado na capital do estado, uma vez que o esporte apresentava-se como um símbolo de modernidade, com sua prática incentivada em colégios e internatos onde estudavam os filhos dos ricos ou nos clubes sociais, culminando em 5 de março de 1914, na fundação da Liga Parahybana de Foot Ball que passou a orientar e disciplinar os torneios envolvendo os clubes da localidade, mas sem organizar o campeonato.

Liga Parahybana de Foot Ball (1914–1919)
 Liga Desportiva Parahybana (1919–1941)
 Federação Desportiva Paraibana (1941–1947) 
 Federação Paraibana de Futebol (1947–presente)

Mesmo após a criação da Liga Parahybana, o torneio entre clubes na Paraíba permanecia desorganizado, desagradando aos seus envolvidos que em busca de uma forma para modernizá-lo, reuniram-se em 3 de maio de 1919 na sede do jornal "O Norte", extinguindo a Liga Parahybana de Foot Ball e criando a Liga Desportiva Parahybana (LDP), filiada à Confederação Brasileira de Desportos (CBD) no ano de 1925, que visava organizar e promover de forma oficial a realização do campeonato, feito que passou a acontecer até a edição de 1940.
Foi instituído em 1941 o Decreto-Lei 3199 de Getúlio Vargas, que extinguiu as ligas estaduais, das quais, a Liga Desportiva Parahybana estava incluída, instituindo a partir de então as federações que ficaram subordinadas ao Conselho Nacional de Desportos (CND). Esse mesmo decreto criou a Federação Desportiva Paraibana (FDP), que passou a organizar o Campeonato Paraibano de 1941 até 1946, contudo, a sua fundação por obrigação de decreto e sua gestão esportiva não conseguiu atender aos interesses dos clubes do estados, chegando até a prejudicar a realização do campeonato, que na edição de 1946 contou com a presença de apenas cinco clubes, evidenciando a falta de organização e continuidade dos problemas de gestão da Federação Desportiva Paraibana, que resultaram em sua desfiliação junto à Confederação Brasileira de Desportos no ano de 1946.
Com a desfiliação e extinção da Federação Desportiva Paraibana foi criada a Federação Paraibana de Futebol no dia 24 de abril de 1947, instituição que passaria a organizar o campeonato a partir de então, porém, alguns dos problemas observados durante a época da Federação Desportiva continuaram na Federação Paraibana e a organização de torneios ficou comprometida, a exemplo do cancelamento da temporada do Paraibano de 1951, a não realização de final em 1975 e o campeonato inacabado de 1985, bem como polêmicas envolvendo o título de campeão paraibano de 2002, os tumultuados processos eletivos para a diretoria da Federação e irregularidades envolvendo dirigentes e clubes, apesar de tudo, a FPF permanece como sendo a única entidade reguladora do futebol na Paraíba, buscando aumentar o número de competições e modernizar o futebol no estado, com a criação de outras divisões do Campeonato Paraibano e o fomento ao futebol feminino e às categorias de base.

## Competições
A Federação Paraibana organiza e realiza diversas competições, tanto masculinas como femininas e também de base, totalizando 397 partidas ao longo do ano, a exemplo do Campeonato Paraibano, que, realizado desde 1908, é um dos torneios estaduais mais antigos do Brasil, e que possui sua versão feminina, o qual teve sua primeira edição oficial apenas em 2008, ou seja, cem anos depois da primeira edição do masculino. Atualmente sete competições oficiais são organizadas pela Federação Paraibana, são elas:
| - Competições masculinas: - Campeonato Paraibano da 1.ª Divisão - Campeonato Paraibano da 2.ª Divisão - Campeonato Paraibano da 3.ª Divisão | - Competições femininas: - Campeonato Paraibano Feminino | - Competições para jovens atletas: - Campeonato Paraibano Sub-15 - Campeonato Paraibano Sub-17 - Campeonato Paraibano Sub-20 |

### Promoções
As competições oficiais realizadas pela FPF servem de base para promoção e/ou despromoção em competições do próprio estado, no caso da primeira, segunda e terceira divisões do Campeonato Paraibano, ou promoção a nível nacional para competições organizadas pela CBF, a exemplo das vagas para a Copa do Brasil de Futebol, que são obtidas via Campeonato Paraibano da 1.ª Divisão e sua quantidade é definida anualmente tendo como base o ranking da CBF, o qual serve também para definir a quantidade de vagas que a federação tem direito na Série D do Campeonato Brasileiro, além do preenchimento de vagas na Copa do Nordeste.
| Posição | Posição  | Federação           | Pontos  | Pontos   | Vagas em Copas ou Série D | Vagas em Copas ou Série D | Vagas em Copas ou Série D | Vagas em Copas ou Série D |
| Em 2024 | Variação | Federação           | Em 2024 | Variação | CB                        | CN                        | CV                        | BSD                       |
| ------- | -------- | ------------------- | ------- | -------- | ------------------------- | ------------------------- | ------------------------- | ------------------------- |
| 14      | Estável  | Maranhão            | 7.389   | (562)    | 3                         | 3                         | —                         | 2                         |
| 15      | Estável  | Rio Grande do Norte | 6.663   | (850)    | 2                         | 3                         | —                         | 2                         |
| 16      | Estável  | Paraíba             | 5.631   | (52)     | 2                         | 3                         | —                         | 2                         |
| 17      | (1)      | Amazonas            | 5.279   | (1.138)  | 2                         | —                         | 2                         | 2                         |
| 18      | (1)      | Sergipe             | 4.716   | (181)    | 2                         | 2                         | —                         | 2                         |

O futebol feminino no estado, obedecendo a posição no Ranking da CBF de Futebol Feminino, tem garantida uma vaga na Terceira Divisão do Campeonato Brasileiro de Futebol Feminino, definida via classificação no Campeonato Paraibano de Futebol Feminino. Já nas categorias de base, o melhor colocado no Campeonato Paraibano Sub-17 tem direito a ocupar uma posição na edição seguinte da Copa do Brasil de Futebol Sub-17, por outro lado, o Campeonato Paraibano Sub-20 garante aos dois melhores colocados a disputa das edições seguintes da Copa São Paulo de Futebol Júnior e da Copa do Nordeste de Futebol Sub-20.

### Calendário
| Campeonato               | Início   | Término  |
| ------------------------ | -------- | -------- |
| Paraibano da 1.ª Divisão | janeiro  | abril    |
| Paraibano Sub-15         | março    | maio     |
| Paraibano Sub-17         | abril    | junho    |
| Paraibano Sub-20         | junho    | agosto   |
| Paraibano da 2.ª Divisão | agosto   | outubro  |
| Paraibano Feminino       | setembro | novembro |
| Paraibano da 3.ª Divisão | novembro | dezembro |

Com sete competições, o calendário estadual anual se estende de janeiro a dezembro, buscando adequar ao calendário nacional da CBF e com as possibilidades de transmissão de jogos na TV, no caso dos jogos da Primeira Divisão, além de evitar conflito de datas com outros campeonatos e permitir que haja jogos durante quase todo o ano. Entre 2023 e 2024 o calendário praticamente foi o mesmo, iniciando com o Campeonato Paraibano da Primeira Divisão em janeiro, e encerrando com a final da Terceira Divisão, em dezembro.
A Primeira Divisão abre o calendário estadual de jogos, respeita as datas da CBF e segue a maior parte campeonatos dos outros estados, com o início do campeonato ocorrendo na terceira semana de janeiro e o encerramento no início de abril. A Segunda Divisão do mesmo campeonato costuma ocorrer entre agosto e outubro de cada ano, com a Terceira Divisão fechando a temporada anual estadual, com seus jogos entre novembro e dezembro de cada ano.
O Campeonato Paraibano Feminino ocorre entre setembro e o início de novembro, também respeitando-se o calendário nacional da CBF para o futebol feminino, que resguarda o período entre setembro e dezembro, para a execução dos campeonatos estaduais femininos. Por sua vez, as competições de base ocorrem em conjunto com outras competições da CBF para a mesma categoria ou em datas próximas, como é o caso do Paraibano Sub-15, que vai de março a maio, o Paraibano Sub-17 que ocorre entre abril e junho e o Campeonato Paraibano Sub-20, que vai de junho até agosto.

## Poderes e órgãos

### Diretoria
A atual composição da diretoria da Federação Paraibana tem Michelle Ramalho como sua presidente, única mulher a presidir uma das 27 federações de futebol no Brasil, tendo sido eleita para o primeiro mandato em 2018 e para o atual em 2022, com término previsto para 2026. Além de Michelle Ramalho, diretores específicos de cada área auxiliam na tarefa de gestão da entidade, sendo que a atual composição da diretoria da entidade apresenta-se da seguinte forma:
- Presidência: Michele Ramalho;[28]
- Diretoria Executiva: Otamar Almeida;[28]
- Presidência da Comissão Estadual de Arbitragem: Arthur Alves;[28]
- Diretoria Financeira: Pedro Passos;[28]
- Gerência Financeira: Bráulio Nóbrega;[28]
- Diretoria Jurídica: Raquel Oliveira;[28]
- Departamento de Competições Masculinas: Dr. Gustavo Trindade;[28]
- Departamento de Competições Femininas: Thalyta Gomes;[28] e
- Departamento de Competições Ligas: Michelle Gomes.[28]

### Assembleia Geral
A Assembleia Geral é o poder máximo da Federação de acordo com o Artigo 21 do estatuto social da mesma, reunindo-se ordinariamente (uma vez a cada ano) ou extraordinariamente quando envolver assuntos de natureza administrativa, já a Assembleia Geral de natureza eleitoral deverá reunir-se a cada quatro anos, no máximo. As Assembleias são sempre compostas da seguinte forma:
| Clubes profissionais | Clubes amadores | Ligas interioranas | Sindicato dos atletas |

Os clubes profissionais das divisões estaduais de futebol têm direito a um voto cada, com direito a outro voto se estiver disputando algum campeonato amador promovido pela Federação; assim como os clubes amadores da capital têm direito a um voto; bem como as ligas interioranas também tem direito a um voto cada; e, por fim, o Sindicato dos Atletas possui direito a um voto.

## Lista de Clubes
Oito clubes da capital do estado estiveram presentes na fundação da Federação Paraibana de Futebol em 1947, foram eles: Botafogo Futebol Clube, Central Esporte Clube, Equador Esporte Clube, Esporte Clube União, Ipiranga Esporte Clube, Palmeiras Sport Club, Saturno Esporte Clube e Vasco da Gama Esporte Clube. Já em 2023, o número de clubes filiados à Federação Paraibana chegou a 48, incluíndo tanto clubes profissionais quanto amadores.
Abaixo a lista os clubes profissionais associados à Federação Paraibana de Futebol.
| Equipe                                                | Cidade                 | Fundação                | Estádio (Mando)      | Capacidade |
| ----------------------------------------------------- | ---------------------- | ----------------------- | -------------------- | ---------- |
| América Football Club †                               | João Pessoa            | 1911                    | Estádio Almeidão     | 25,770     |
| Club Red Cross †                                      | João Pessoa            | 1911                    | Estádio Almeidão     | 25,770     |
| Campinense Clube                                      | Campina Grande         | 12 de abril de 1915     | Estádio Amigão       | 19,000     |
| Esporte Clube Cabo Branco †                           | João Pessoa            | 13 de dezembro de 1915  | Estádio Almeidão     | 25,770     |
| Pytaguares Futebol Clube †                            | João Pessoa            | 9 de setembro de 1916   | Estádio Almeidão     | 25,770     |
| Palmeiras Sport Club                                  | João Pessoa            | 20 de fevereiro de 1918 | Estádio Almeidão     | 25,770     |
| Vila Branca Sport Club †                              | Solânea                | 18 de maio de 1924      | Estádio Tancredão    | 3,000      |
| Treze Futebol Clube                                   | Campina Grande         | 7 de setembro de 1925   | Estádio PV           | 8,885      |
| Sabugy Futebol Clube                                  | Santa Luzia            | 9 de abril de 1923      | Estádio Machadão     | —          |
| Ipiranga Esporte Clube (Campina Grande) †             | Campina Grande         | 1926                    | Estádio Amigão       | 19,000     |
| Miramar Esporte Clube                                 | Cabedelo               | 28 de março de 1928     | Francisco Figueiredo | 5,000      |
| Rio Tinto Esporte Clube †                             | Rio Tinto              | 5 de agosto de 1928     | Arthur Lundgren      | 2,000      |
| Paulistano Esporte Clube †                            | Campina Grande         | 25 de novembro de 1929  | Estádio Amigão       | 19,000     |
| Associação Desportiva Guarabira*                      | Guarabira              | 1930                    | Sílvio Porto         | 4,000      |
| Botafogo Futebol Clube                                | João Pessoa            | 28 de setembro de 1931  | Estádio Almeidão     | 25,770     |
| Felipeia Esporte Clube †                              | Bayeux                 | 19 de novembro de 1933  | Lourival Caetano     | 1,500      |
| Esporte Clube União †                                 | João Pessoa            | 1 de maio de 1935       | Estádio Almeidão     | 25,770     |
| Auto Esporte Clube                                    | João Pessoa            | 7 de setembro de 1936   | Mangabeirão          | 2,000      |
| Santa Cruz Recreativo Esporte Clube                   | Santa Rita             | 15 de abril de 1939     | Virgílio Borges      | 4,500      |
| América Futebol Clube (Caaporã)                       | Caaporã                | 10 de abril de 1944     | Estádio Lundregão    | 3,000      |
| Atlético Cajazeirense de Desportos                    | Cajazeiras             | 3 de julho de 1948      | Estádio Perpetão     | 15,000     |
| Santos Futebol Clube (João Pessoa)                    | João Pessoa            | 9 de setembro de 1949   | Estádio Almeidão     | 25,770     |
| Macacos Esporte Clube                                 | Itapororoca            | 29 de março de 1952     | Arena Tiné           | —          |
| Esporte Clube de Patos                                | Patos                  | 7 de julho de 1952      | José Cavalcanti      | 11,000     |
| Confiança Esporte Clube                               | Sapé                   | 22 de abril de 1953     | Estádio Tadeuzão     | 2,500      |
| Estrela do Mar Esporte Clube                          | João Pessoa            | 6 de maio de 1953       | Estádio Almeidão     | 25,770     |
| Associação Atlética Portuguesa                        | João Pessoa            | 27 de fevereiro de 2008 | Estádio da Graça     | 6,400      |
| Internacional Esporte Clube (Mamanguape)              | Mamanguape             | 2 de junho de 1959      | Euzário Pereira      | 2,000      |
| Nacional Atlético Clube (Patos)                       | Patos                  | 23 de dezembro de 1961  | José Cavalcanti      | 11,000     |
| Picuí Club                                            | Picuí                  | 15 de janeiro de 1962   | Amauri Sales         | 5,000      |
| Sociedade Esportiva de Sousa †                        | Sousa                  | 18 de abril de 1964     | Estádio Marizão      | 10,000     |
| Sociedade Cultural Recreativa de Monteiro - Socremo † | Monteiro               | 10 de outubro de 1968   | Estádio Feitosão     | 4,000      |
| Cruzeiro Esporte Clube †                              | Itaporanga             | 28 de outubro de 1969   | Estádio Zezão        | 3,500      |
| Nacional Atlético Clube (Cabedelo)                    | Cabedelo               | 21 de abril de 1973     | Francisco Figueiredo | 5,000      |
| Sociedade Desportiva Borborema †                      | Campina Grande         | 11 de outubro de 1975   | Estádio Amigão       | 19,000     |
| Conceição Atlético Clube †                            | Conceição              | 12 de dezembro de 1980  | Wálter Braga         | 3,000      |
| Atalaia Esporte Clube †                               | Bananeiras             | 28 de janeiro de 1981   | Estádio Bezerrão     | 3,000      |
| Associação Atlética Leonel                            | Campina Grande         | 25 de dezembro de 1983  | Estádio PV           | 8,885      |
| Nacional Futebol Clube (Pombal)                       | Pombal                 | 12 de junho de 1988     | Estádio Pereirão     | 5,000      |
| Grêmio Recreativo Serrano                             | Campina Grande         | 20 de setembro de 1989  | Estádio Amigão       | 19,000     |
| Mil Réis Futebol Clube †                              | Itaporanga             | 25 de outubro de 1989   | Estádio Zezão        | 3,500      |
| Ouro Velho Esporte Clube †                            | Ouro Velho             | 15 de novembro de 1989  | Estádio Feitosão     | 4,000      |
| Sousa Esporte Clube                                   | Sousa                  | 10 de julho de 1991     | Estádio Marizão      | 10,000     |
| Desportiva Perilima de Futebol Ltda                   | Campina Grande         | 8 de setembro de 1992   | Estádio Amigão       | 19,000     |
| River Plate Futebol Clube †                           | Guarabira              | 12 de abril de 1995     | Sílvio Porto         | 4,000      |
| Centro Sportivo Paraibano - CSP                       | João Pessoa            | 8 de abril de 1996      | Estádio Almeidão     | 25,770     |
| Sociedade Esportiva Queimadense*                      | Queimadas              | 15 de novembro de 2003  | Estádio Romerão      | 2,000      |
| Mixto Esporte Clube                                   | João Pessoa            | 16 de agosto de 2004    | Estádio da Graça     | 6,400      |
| Paraíba Sport Clube †                                 | Cajazeiras             | 7 de julho de 2005      | Estádio Perpetão     | 15,000     |
| Sport Club Lagoa Seca                                 | Lagoa Seca             | 2007                    | Estádio Titão        | 5,000      |
| Esporte Clube Flamengo Paraibano                      | João Pessoa            | 2008                    | Estádio da Graça     | 6,400      |
| Femar Futebol Clube                                   | Alagoinha              | 10 de fevereiro de 2008 | Estádio da Graça     | 6,400      |
| São Paulo Crystal Futebol Clube                       | Cruz do Espírito Santo | 10 de fevereiro de 2008 | Estádio Carneirão    | 1,500      |
| Associação Desportiva Picuiense                       | Picuí                  | 8 de junho de 2008      | Amauri Sales         | 5,000      |
| Associação Atlética Nacional (Cacimba) †              | Cacimba de Dentro      | 3 de fevereiro de 2008  | Mário Bandeira       | 1,000      |
| Spartax João Pessoa Futebol Clube                     | João Pessoa            | 11 de novembro de 2011  | Estádio Almeidão     | 25,770     |
| Serra Branca Esporte Clube                            | Serra Branca           | julho de 2022           | Estádio Amigão       | 19,000     |
| Brasil Foot Club †                                    | João Pessoa            | Sem informação          | Mangabeirão          | 2,000      |
| Esporte Clube Caaporã                                 | Caaporã                | Sem informação          | Estádio Lundregão    | 3,000      |
| Luna Carioflex Esporte Clube †                        | Bayeux                 | Sem informação          | Lourival Caetano     | 1,500      |
| Colégio Pio X †                                       | João Pessoa            | Sem informação          | Mangabeirão          | 2,000      |
| Parahyba Foot Ball Club †                             | João Pessoa            | Sem informação          | Mangabeirão          | 2,000      |
| Parahyba Sport †                                      | João Pessoa            | Sem informação          | Mangabeirão          | 2,000      |
| Parahyba United †                                     | João Pessoa            | Sem informação          | Mangabeirão          | 2,000      |

- Em "†", estão os clubes licenciados ou extintos.
- A Desportiva Guarabira foi fundado em 1930 como Guarabira FC, em 1936 mudou para Guarabira EC e em 2005 chegou na atual denominação.
- O Queimadense desde 2018 manda seus jogos no Estádio Romerão em Galante distrito de Campina Grande, mas sua sede ainda continua na cidade de Queimadas.